# Луньков Микола Митрофанович
Микола Митрофанович Луньков (7 січня 1919, село Павловка, тепер Новодеревенського району Рязанської області, Російська Федерація — 26 січня 2021, Москва) — радянський діяч, дипломат, надзвичайний і повноважний посол СРСР у Норвегії, Великій Британії, Мальті, Італії. Член Центральної Ревізійної комісії КПРС у 1976—1981 роках. Кандидат у члени ЦК КПРС у 1981—1990 роках.

## Життєпис
Народився в багатодітній селянській родині. У 1936—1937 роках — завідувач хати-читальні в Рязанській області.
У 1937—1943 роках — токар, секретар комітету ВЛКСМ, помічник начальника цеху Московського автомобільного заводу імені Сталіна в Москві та Ульяновську. Навчався на вечірньому факультеті Московського автомеханічного інституту.
Член ВКП(б) з 1940 року.
У 1943—1945 роках — співробітник ІІІ-го Європейського (Німецького) відділу Народного комісаріату закордонних справ СРСР.
У 1944 році екстерном закінчив Вищу партійну школу при ЦК ВКП(б).
У 1945—1946 роках — співробітник апарату політичного радника Союзної контрольної комісії в окупованій Австрії.
У 1946—1949 роках — 1-й секретар місії, тимчасовий повірений в справах СРСР у Швейцарії.
У 1949—1951 роках — помічник завідувача відділу Міністерства закордонних справ СРСР. У 1951—1952 роках — помічник міністра закордонних справ СРСР Андрія Вишинського.
У 1952—1954 роках — заступник політичного радника Союзної контрольної комісії в окупованій Німеччині; радник з питань зовнішніх зносин Верховного комісара СРСР у Німеччині.
У 1954—1957 роках — радник посольства СРСР у Швеції.
У 1957 році — заступник завідувача відділу міжнародних організацій МЗС СРСР. У 1957—1959 роках — заступник завідувача III-го Європейського відділу МЗС СРСР.
У 1959—1962 роках — завідувач відділу Скандинавських країн МЗС СРСР.
20 січня 1962 року — 18 січня 1968 року — надзвичайний і повноважний посол СРСР в Норвегії.
У 1968—1971 роках — завідувач відділу з культурних зв'язків із зарубіжними країнами МЗС СРСР.
У 1971—1973 роках — завідувач II-го Європейського відділу і член колегії МЗС СРСР.
12 травня 1973 року — 19 листопада 1980 року — надзвичайний і повноважний посол СРСР у Великій Британії і на Мальті (за сумісництвом).
19 листопада 1980 — 12 квітня 1990 року — надзвичайний і повноважний посол СРСР в Італії. Сприяв укладенню дипломатичних відносин між СРСР і Ватиканом.
З 1990 року — у відставці, на пенсії в Москві.
Працював консультантом Міністерства закордонних справ Російської Федерації.

## Нагороди і звання
- орден Трудового Червоного Прапора (5.01.1979)
- орден Червоної Зірки (5.11.1945)
- ордени
- медалі
- надзвичайний і повноважний посол СРСР
- звання «Заслужений працівник дипломатичної служби Російської Федерації» (15.06.1999)